# Henry Samueli
Henry Samueli, tekn. dr. född 20 september, 1954 i Buffalo, New York, är en amerikansk miljardär och företagsledare. 
Den amerikanska ekonomitidskriften Forbes rankade Samueli till att vara världens 434:e rikaste med en förmögenhet på 6,2 miljarder amerikanska dollar för den 10 februari 2021.
Han och hans fru, Susan Samueli, är ägare till NHL-laget Anaheim Ducks och dess farmarlag, AHL-laget San Diego Gulls.
Efter att han tog kandidatexamen, master och teknologie doktor i elektroteknik vid UCLA så började han jobba som professor på universitetet. 1991 var han med och startade Broadcom Corporation med en av sina tidigare studenter, Henry T. Nicholas III. Båda två investerade 5 000 dollar vardera i företaget och 1998 introduceras företaget på börsen. 2011 är företaget ett av världens största inom sin bransch och hade en omsättning på nästan 7,4 miljarder dollar.
Den amerikanska tillsynsmyndigheten för handel med värdepapper, SEC, och det amerikanska justitiedepartementet började utreda Broadcom Corporation för att de inte hade rapporterat in om aktieutdelningar på över 2,2 miljarder dollar till aktieägarna. Under 2008 avgick han som ordförande och CTO för Broadcom när han erkände sig skyldig till att ha ljugit för SEC. Han kom överens med de amerikanska myndigheterna om fem års villkorlig dom, böter på 250 000 dollar och att betala 12 miljoner dollar till det amerikanska finansmyndigheten, USA:s finansdepartement.

## Anaheim Ducks
Henry och Susan Samueli köpte i juni 2005 ishockeylaget Mighty Ducks of Anaheim i NHL av underhållningsjätten Walt Disney Company för 75 miljoner dollar. De är också ägare till det företag som äger och driver Honda Center, som är Ducks hemmaarena.
2006 bytte de namn från Mighty Ducks of Anaheim till Anaheim Ducks och lanserade en ny logga och matchställ. Året därpå segrade laget i Stanley Cup för första gången och som första kaliforniska lag någonsin.
Mellan 24 juni 2008 och 12 november 2009 var Henry och Susan Samueli avstängda av NHL i och med den finansiella skandalen som föregick Henry Samueli.
Ducks var 2017 värderat till 415 miljoner dollar.